# لويس كورونيل
لويس كورونيل (بالإنجليزية: Luis Coronel)‏ (3 فبراير 1996 بتوسان في الولايات المتحدة - ) هو مغني وملاكم أمريكي.